# قهرمان (مجموعه تلویزیونی ۲۰۱۹)
قهرمان (به ترکی استانبولی: Şampiyon) مجموعهٔ تلویزیونی ساخت ترکیه در ژانر درام، ورزشی و اکشن تولید شرکت BSK Yapım است به کارگردانی کچه و دوریم یالچین و نویسندگی آلفان دیکمن و باشاک آنجیگون که اولین قسمت آن در ۱۲ سپتامبر ۲۰۱۹ منتشر شد. این مجموعهٔ تلویزیونی در ۱۳ اوت ۲۰۲۰ پس از پخش ۳۴ قسمت به پایان رسید.

## خلاصه داستان
وقتی فرات (قفقاز) که یک بوکسور جوان آینده‌دار است، با این اتفاق ناگوار زندگی‌اش زیر و رو می‌شود و حرفه‌اش را رها می‌کند و با رینگ مسابقه خداحافظی می‌کند. سال‌ها بعد، او برای پسرش گونش به رینگ بوکس بازمی‌گردد و راند دیگری مبارزه می‌کند.

## بازیگران و شخصیت‌ها
| بازیگر              | شخصیت                 |
| ------------------- | --------------------- |
| تولگاهان ساییشمان   | فرات (قفقاز) بلوک‌باشی |
| یلدیز چاغری آتیکسوی | سونا اوزر             |
| اردال اوزیاغجیلار   | یامان گونالتای        |
| ارکان آوچی          | ظفر گونالتای          |
| امیر اوزیاکیشیر     | گونش بلوک‌باشی         |
| ایلایدا آلیشان      | نسلیهان گونالتای      |
| مهمت بوزدوغان       | تانسل باشاران         |
| بهار سوئر           | موجلا بلوکباشی        |
| بوراک آلتای         | کادو                  |
| ولکان کسکین         | اوراز                 |
| خالد اوزگور ساری    | کرم اوزر              |
| ودات ارینچین        | هارون اوزر            |
| ملتم ساوجی          | گلتن اوزر             |
| برک یایگین          | سرهات بلوکباشی        |
| ایشتار گوکسون       | درویش آلاداغی         |
| گیزم کاراجا         | الیزا (الیف) آلاداغی  |
| شاهین کندیرچی       | شاهین                 |
| اونور سرمیک         |                       |

## تقویم پخش
| فصل   | روز و ساعت پخش                       | شروع فصل        | پایان فصل   | تعداد قسمت‌های فیلم‌برداری‌شده | قسمت‌ها | سال انتشار | شبکه تلویزیون |
| ----- | ------------------------------------ | --------------- | ----------- | --------------------------- | ------ | ---------- | ------------- |
| فصل ۱ | پنج شنبه/ یکشنبه/ پنجشنبه ساعت ۲۰:۰۰ | ۱۲ سپتامبر ۲۰۱۹ | ۱۳ اوت ۲۰۲۰ | ۳۴                          | ۱–۳۴   | ۲۰۱۹–۲۰۲۰  | تی‌آرتی ۱      |

## پیوندها به بیرون
- وبگاه رسمی
- قهرمان در توییتر
- قهرمان در اینستاگرام
- قهرمان در فیس‌بوک
- قهرمان در یوتیوب